# 峡口水库 (江山市)
峡口水库位于浙江省江山市峡口镇东部江山港上游，是以灌溉、防洪、发电为主要功能的中型水库，总库容达4680万立方米。1973年5月建成运行，2005年6月被国家防总确认为全国防洪重点中型水库。